# Centro Universitário Moura Lacerda
O Centro Universitário Moura Lacerda, também conhecido apenas por Moura Lacerda, é uma das mais respeitadas universidades brasileiras, que pertence a Instituição Moura Lacerda. Sua origem remonta a 1923, tendo como idealizar o Prof. Dr. Oscar de Moura Lacerda. O Moura Lacerda foi criado em Ribeirão Preto, e atualmente possui 3 unidades: "Unidade I - Sede Ribeirão Preto"; "Unidade II - Campus Ribeirão Preto"; "Unidade III - Campus Jaboticabal".
Ministrar Ensino de Excelência, dentro dos princípios da indissociabilidade do ensino, pesquisa e extensão, com ênfase no desenvolvimento da iniciação científica, estendendo seus serviços à comunidade, preocupado com a realidade local e regional, é a Missão do Centro Universitário Moura Lacerda.

## História
O Centro Universitário Moura Lacerda teve sua origem em 1923, quando nasceu a Escola de Commercio Rui Barbosa em Ribeirão Preto, criada com o objetivo, na época, de ser uma escola que formasse pessoas capazes de enfrentar a realidade do comércio local. Em 1º de julho de 1923, passa a denominar-se Instituto Commercial de Ribeirão Preto.
Em 23 de maio de 1923, o Professor Oscar de Moura Lacerda começou a lecionar na Escola de Commercio Rui Barbosa, que pertencia ao Instituto Commercial de Ribeirão Preto.
No dia 9 de abril de 1927, Oscar de Moura Lacerda, que já era integrante do corpo docente e funcionário da Escola de Commercio Rui Barbosa, desde a sua fundação, assumiu a direção da mesma, tornando-se seu proprietário no dia 8 de janeiro de 1928. Foi nessa época que a escola saiu da Rua Amador Bueno, onde havia sido fundada, para as instalações da Rua Barão do Amazonas, onde ficou até 1929, quando foi para a Rua Duque de Caxias.
Em 1º de maio de 1932, com a criação do "Curso Superior de Administração e Finanças", o Instituto Commercial de Ribeirão Preto, antigo proprietário da Escola de Commercio Rui Barbosa, passou a denominar-se Faculdade de Ciências Econômicas de Ribeirão Preto, tornando-se a segunda faculdade a ter este curso, de "Ciências Econômicas", no país, e a primeira do Estado de São Paulo.
Em 1935, o Dr. Oscar de Moura Lacerda funda o Ginásio Ribeirão Preto, que em 1937, com o curso colegial, denominou-se Colégio Moura Lacerda.
Em 1967, com auxílio do Dr. Moura Lacerda, nasceu o Instituto Politécnico de Ribeirão Preto, e em 1968, a Faculdade de Engenharia Civil.
Em 1970, o Dr. Oscar criou a Faculdade de Filosofia, Ciências e Letras de Ribeirão Preto e a Faculdade de Ciências Econômicas, solidificando a Instituição Moura Lacerda, que conta atualmente também com o Centro Universitário Moura Lacerda.
Em 1972, a já denominada Instituição Moura Lacerda, transferiu a sua sede para o prédio da Rua Padre Euclides. Na mesma época iniciou a ampliação de suas instalações com as edificações da "Unidade II - Campus Ribeirão Preto", que tinha seu projeto arquitetônico desenvolvido por Oscar Niemeyer.
Em 1978, a Instituição Moura Lacerda tornou-se proprietária da Faculdade de Educação Física de Jaboticabal, e inaugurou naquela cidade o seu Curso de Educação Física, fundando assim a "Unidade III - Campus Jaboticabal".
O Dr. Oscar de Moura Lacerda veio a falecer em 23 de fevereiro de 1979.
Em 1981, surge o curso de Arquitetura e Urbanismo, do Moura Lacerda, que teve a honra de poder contar com a orientação e participação do maior expoente da arquitetura brasileira, Oscar Niemeyer,  na elaboração de sua primeira grade curricular.
Em 1992, num Processo de Reconhecimento para transformação em Universidade, foi instalado o Regime de Transição, que criou oficialmente as Unidades Escolares da Instituição Moura Lacerda.
Em 1997, todo o trabalho de décadas foi reconhecido com o Decreto Presidencial que credenciou o Centro Universitário Moura Lacerda.
No ano de 2023 a Instituição Moura Lacerda formalizou o convênio com a Logos University International (UniLogos). A UniLogos é uma Universidade autorizada pelo Ministério da Educação Nacional, Ensino Superior, Investigação e Inovação da França e credenciada pela Independent Accreditation and Rating Agency of the Kyrgyz Republic (IARC/NIARS).
Em 2004, através da Portaria 1879, de 28 de junho de 2004, publicada no D.O.U. de 29 de junho de 2004, foi recredenciado pelo prazo de 10 anos o Centro Universitário Moura Lacerda, convalidando mais uma vez as ações desta Instituição em prol da educação do ensino nacional. Nesse mesmo ano, foi reconhecido o Programa de Educação - Mestrado pelo Conselho Nacional de Educação, por meio do Parecer CNE/CSE n° 314/2004. Durante sua existência, a Instituição vem servindo às comunidades nas quais está inserida, formando profissionais atuantes.

## Unidades do Moura Lacerda
Unidade I - Sede Ribeirão Preto: Rua Padre Euclides, 995, Campos Elíseos, CEP: 14085-420, Ribeirão Preto-SP.
- O edifício sede do Centro Universitário Moura Lacerda ocupa uma área de 23.000m2, com 100 salas de aula, laboratórios de apoio para as várias áreas de conhecimento, além de 4 laboratórios de informática. Possui ainda núcleos de Atendimento Comunitário e o Auditório "Ilka de Moura Lacerda", com capacidade para 200 lugares, devidamente provido de equipamentos para vídeo conferência e demais recursos audiovisuais. Além de toda a infraestrutura técnico-administrativa necessária e área de convivência apropriada ao corpo discente do Centro Universitário. Ocupando uma área de 1270 m2, com acervo de 80.000 exemplares e 52.000 títulos, contando com 25.000 periódicos,a Biblioteca encontra-se totalmente informatizada, disponibilizando terminais para consulta ao acervo, consulta via Internet e para biblioteca eletrônica, além de convênio com o sistema Comut e Ibict. Nesse espaço, alunos e professores contam com salas de estudos em grupo e individuais, salas de leituras, guarda-volumes, sala de exposição, videoteca, hemeroteca, mapamoteca, teses, dissertações, monografias, catálogos, guias, unidade de cópias com autosserviço, sistema de empréstimo e assistência ao usuário, entre outros serviços. A Unidade I possui, ainda, os laboratórios de Rádio, TV e Fotografia, totalmente equipados com tecnologia digital, que atendem a vários cursos de graduação e também possibilitam a realização de produções para os cursos de Ensino à Distância e para comunicação interna. Nesta unidade funcionam também a Coordenadoria de Extensão e Assuntos Comunitários, Pesquisa e Pós-graduação, Núcleo de Publicidade e Propaganda, Núcleo de Práticas Jurídicas, Núcleo de Pesquisas Econômicas e Núcleo de Atendimento Psicopedagógico.

Unidade II - Campus Ribeirão Preto: Av. Dr. Oscar de Moura Lacerda, 1520, CEP: 14076-510, Ribeirão Preto-SP.
- O Campus do Centro Universitário Moura Lacerda ocupa uma área total de 1.120.000 m2, sendo 60.000 m2  de área esportiva e 45.000m2 de área construída, com 66 salas de aula, 20 laboratórios de apoio para os cursos de Agronomia, Medicina Veterinária, Arquitetura, Engenharia Civil, Ciência da Computação, Educação Física, Artes Plásticas e Moda, 03 laboratórios de informática, 03 núcleos de atendimento comunitário, amplas áreas de convivência, 02 bibliotecas setoriais, 01 Hospital Veterinário, 01 Estação Meteorológica, além de áreas destinadas à cultura  e experimentação agrícola, utilizadas pelo curso de Agronomia. É importante destacar a ampla área desportiva contendo 8 quadras de tênis, 4 piscinas, sendo uma delas olímpica (50mX25m) e a outra semi-olímpica (25mX12,5m), 4 quadras poliesportivas, sendo 2 cobertas e 2 descobertas, campo de futebol e 1 pista de atletismo.

Unidade III - Campus Jaboticabal: Av. Amador Zardim, 55, CEP: 14870-000, Jaboticabal-SP.
- O Campus Jaboticabal, do Centro Universitário Moura Lacerda, ocupa uma área total de 21.000 m2, com 2500 m2 de área construída e 9500 m2 de área esportiva, com 20 salas de aula, 02 laboratórios de informática e 05 laboratórios de apoio para os cursos de Administração e Educação Física, além de 01 auditório, com capacidade de 150 lugares. Conta também com áreas de convivência e biblioteca setorial. A área desportiva conta com 1 quadra poliesportiva coberta, 2 quadras poliesportivas descobertas, salas de ginástica - inclusive de ginástica olímpica, 1 campo de futebol, 2 piscinas e completa área de atletismo, incluindo: pista de condicionamento, pista de arremesso de disco e martelo, pista de arremesso de peso, pista de salto em altura e pista de salto em distância e triplo.

## Cronologia Histórica
- 1923 - Criação da Escola de Commercio Rui Barbosa
- 1º de julho de 1923 - Criação do Instituto Commercial de Ribeirão Preto
- 23 de maio de 1923 - O Professor Oscar de Moura Lacerda começa a lecionar na Escola de Commercio Rui Barbosa
- 9 de Abril de 1927 - O Professor Oscar de Moura Lacerda assume como diretor da Escola de Commercio Rui Barbosa
- 8 de janeiro de 1928 - O Professor Oscar de Moura Lacerda torna-se proprietário da Escola de Commercio Rui Barbosa
- 1928 - Mudança da sede da Rua Amador Bueno para Rua Barão do Amazonas
- 1929 - Mudança da sede da Rua Barão do Amazonas para Rua Duque de Caxias.
- 1º de maio de 1932 - Com Criação do "Curso Superior de Administração e Finanças", surge então a Faculdade de Ciências Econômicas de Ribeirão Preto
- 1935 - Criação do Ginásio Ribeirão Preto
- 1937 - Criação do Colégio Moura Lacerda
- 1967 - Criação do Instituto Politécnico de Ribeirão Preto
- 1968 - Criação da Faculdade de Engenharia Civil
- 1970 - Criação da Faculdade de Filosofia, Ciências e Letras de Ribeirão Preto
- 1972 - Mudança da sede da Rua Duque de Caxias para Rua Padre Euclides
- 1978 - Criação da Faculdade de Educação Física em Jaboticabal
- 1981 - Criação da Faculdade de Arquitetura e Urbanismo de Ribeirão Preto.
- 1992 - Instalado o Regime de Transição, que criou as Unidades Escolares da Instituição Moura Lacerda.
- 1997 - Decreto Presidencial que credenciou o Centro Universitário Moura Lacerda.
- 2004 - Recredenciado pelo prazo de 10 anos do Centro Universitário Moura Lacerda, através da Portaria 1879, de 28 de junho de 2004, publicada no D.O.U. de 29 de junho de 2004
- 2004 - Nesse mesmo ano, foi reconhecido o Programa de Educação - Mestrado pelo Conselho Nacional de Educação, por meio do Parecer CNE/CSE n° 314/2004.
- 2021 - A Universidade Cruzeiro do Sul anuncia a compra do Centro Universitário Moura Lacerda por R$52 milhões. [3]

## Cursos
A Instituição Moura Lacerda mantém, atualmente:
Centro Universitário Moura Lacerda:
- Administração,
- Agronomia,
- Arquitetura e Urbanismo,
- Artes,
- Ciência da Computação,
- Ciências Contábeis,
- Ciências Econômicas,
- Direito,
- Educação Física (Bacharelado/Licenciatura),
- Engenharia Civil,
- Engenharia de Produção,
- Filosofia,
- Letras,
- Matemática,
- Medicina Veterinária,
- Moda,
- Pedagogia,
- Publicidade e Propaganda[4],
- Relações Internacionais,
- Turismo.

- 11 cursos sequenciais;
- 3 cursos tecnológicos.
- 25 cursos de pós-graduação Lato Sensu (especialização), sendo que 9 deles estão em andamento.
- 1 curso de pós-graduação Stricto Sensu (mestrado).
- Coordenadoria de Extensão e Assuntos Comunitários: oferece vários cursos de extensão e aperfeiçoamento, além de uma Coordenadoria de Assuntos Comunitários extremamente atuante, realizando eventos focados na responsabilidade social.

## Colégio Moura Lacerda
- Educação Infantil;
- Ensino Fundamental;
- Ensino Médio;
- Curso de Educação Profissional Técnico em Eletrônica;
- Curso de Educação Profissional Técnico em Química.
- Curso de Educação Profissional Pós- Técnico em Eletrônica de Controle e Automação